# Жёлтое (Житомирская область)
Жёлтое (укр. Жовте) — село на Украине, основано в 1862 году, находится в Барановском районе Житомирской области.
Код КОАТУУ — 1820655702. Население по переписи 2001 года составляет 124 человека. Почтовый индекс — 12720. Телефонный код — 4144. Занимает площадь 2,932 км².

## Адрес местного совета
12720, Житомирская область, Барановский р-н, пгт. Каменный Брод, ул.Ленина, 22